# Euthyneura abnormis
Euthyneura abnormis är en tvåvingeart som beskrevs av Saigusa och Yang 2003. Euthyneura abnormis ingår i släktet Euthyneura och familjen puckeldansflugor. Inga underarter finns listade i Catalogue of Life.